# Anabaptyzm

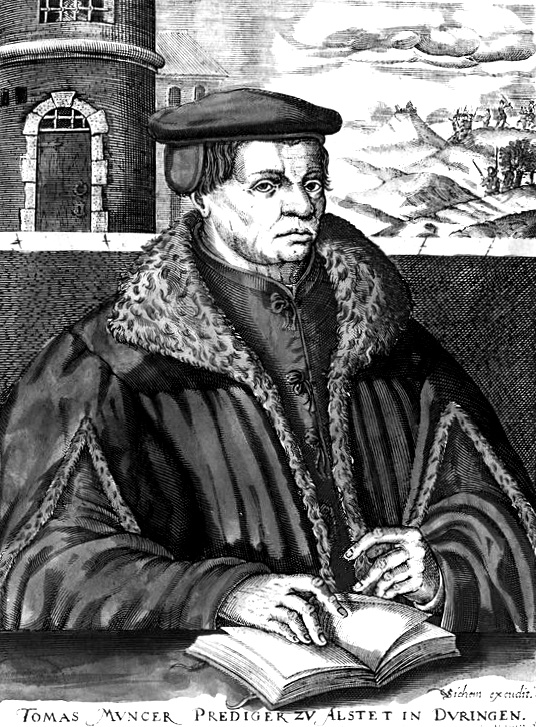
Thomas Müntzer – jeden z założycieli anabaptyzmu

Anabaptyzm (z gr. anabaptizein – „na nowo chrzcić”), nowochrzczeńcy – jedno z wyznań protestanckich istniejące od XVI wieku do dziś. Radykalny nurt reformacji.
Anabaptyści byli zróżnicowanym ruchem. Łączyło ich odrzucanie chrztu dzieci (który ich zdaniem chrztem nie był) oraz pogląd o konieczności zasadniczej zmiany życia społecznego w celu powrotu do ideałów pierwotnego chrześcijaństwa. Kult religijny anabaptystów odznaczał się prostotą – zrezygnowali z przedmiotów kultu (obrazy, ołtarze, budynki sakralne). Odrzucają też hierarchię kościelną oraz odmawiają pełnienia służby wojskowej.

## Historia
Anabaptyzm powstał w Szwajcarii wśród zwolenników Thomasa Müntzera. Część z nich zerwało z nauczycielem, kiedy w 1523 poczynił on pewne ustępstwa wobec władz świeckich. Przyjęli oni 21 stycznia 1525 ponowny chrzest, zakładając w Zollikon koło Zurychu pierwszą gminę anabaptystyczną. Wkrótce zostali wypędzeni, ale ruch rozszerzył się na całą Szwajcarię i szereg krajów Rzeszy. Na konspiracyjnym synodzie w Schleitheim w 1527 powstały tzw. artykuły schleitheimskie, zawierające teologiczne założenia ruchu. Ich autorem był Michael Sattler, spalony na stosie w 1527 r.
Baltazar Hubmaier rozpowszechnił nauki anabaptystów na Morawach. Po jego śmierci anabaptyści morawscy podzielili się na skrzydło rewolucyjne i skrajnie pacyfistyczne, które od swojego przywódcy Jacoba Huttera przyjęło nazwę huterian lub braci huterskich. Huterianie liczyli około 20 tysięcy członków, zorganizowanych we wspólnotach opartych na braterstwie i wspólnej własności. Odznaczali się skromnym i zdyscyplinowanym życiem; rygoryzm i spory wokół interpretacji Pisma Świętego doprowadziły do licznych podziałów.
Podważający porządek społeczny radykalizm anabaptystów oraz ich zapał misjonarski przerażał zarówno katolików, jak i protestantów i wkrótce doprowadził do prześladowań. Członków wspólnot karano śmiercią na stosie w większości krajów niemieckich. Nieprzyjazny stosunek mieli do anabaptystów przywódcy reformacji: Zwingli, Luter i Kalwin. W memorandum z 1536 roku Luter nawoływał do karania śmiercią nawet pokojowo usposobionych anabaptystów. Tej opinii Lutra nie podzielał jego najbliższy współpracownik, Filip Melanchton.
Wśród izolowanych sekt zaczęły przejawiać się coraz bardziej skrajne idee, oczekiwania eschatologiczne, chiliastyczne i tendencje komunistyczne. Niektórzy anabaptyści głosili zniesienie różnic społecznych i wspólną własność na wzór pierwszej wspólnoty chrześcijańskiej. Najbardziej znaną postacią w dziejach anabaptyzmu jest Thomas Müntzer, który pozyskał rzesze chłopstwa i plebsu miejskiego i którego idee rozpaliły w Niemczech wojnę chłopską. Należy jednak pamiętać, że został on zabity w 1525 r., gdy ruch dopiero się rodził. Liderzy anabaptystów szwajcarskich – Konrad Grebel, Feliks Manz, Jerzy Blaurock – odcinali się od rewolucyjnych postulatów Müntzera.
W Niderlandach i północnych Niemczech działalność misyjną rozwinął kaznodzieja Melchior Hofmann, który głosił nadejście w roku 1533 tysiącletniego Królestwa Bożego. Po uwięzieniu Hofmanna jego zwolennicy, piekarz Jan Matthijs i 24-letni krawiec Jan z Lejdy, uznali się za narzędzie do ustanowienia Królestwa orężnie. Ośrodkiem ich agitacji było miasto Münster w Westfalii, gdzie pozyskali miejscowego kaznodzieję i ochrzcili ponad 1400 dorosłych mieszkańców. Miejscowy biskup Franz von Waldeck wysłał wojsko przeciwko rebelii i obległ miasto, ale został odparty. Po śmierci Matthijsa, Jan z Leidy obwołał się królem „Nowego Królestwa Syjonu” i zaprowadził dyktaturę teokratyczną, obowiązek pracy fizycznej i wielożeństwo. Własność prywatna i różnice stanowe były zniesione; zamykanie drzwi domów było karane śmiercią. Zagrożeni władcy niemieccy wysłali ponownie wojska i zdobyli miasto w czerwcu 1535, przywracając władzę biskupa katolickiego. Jan z Lejdy został stracony.
W 1539 roku uwięziono na terenie zamku Falkenstein w Dolnej Austrii 150 anabaptystów (wśród nich znajdował się Kaspar Braitmichel). Następnie więźniowie zostali przetransportowani do Triestu, gdzie jako niewolników załadowano ich na galerę.
Okrucieństwa i fanatyzm powstania münsterskiego zahamowały rozwój anabaptyzmu. Odnowił go Menno Simons, były proboszcz katolicki, który zjednoczył umiarkowanych anabaptystów, odrzucających wszelką przemoc. Jego wyznawców nazwano mennonitami. Odrzucali oni instytucję kapłaństwa, tworzyli autonomiczne zbory, rygorystycznie przestrzegali przykazań dekalogu i zasad ewangelicznych. Z powodu prześladowań zmuszeni byli opuścić kolejno Niderlandy, Prusy, Syberię, aż osiedlili się w USA.